# Franco Moccia
Franco Moccia (Buenos Aires, 11 de febrero de 1962) es un político y economista argentino. Asumió el cargo de Ministro de Desarrollo Urbano y Transporte de la Ciudad Autónoma de Buenos Aires, el 10 de diciembre de 2015. También es vicepresidente de la Asociación Sarmientina.

## Biografía
Egresó del Liceo Naval Militar Almirante Brown en el año 1979. Se recibió de licenciado en Economía en la Universidad de Buenos Aires en 1984. Su carrera laboral se inició en la empresa multinacional Italo-Argentina Techint. En 2010 comenzó a desempeñarse como funcionario público en la Ciudad de Buenos Aires, integrando el partido PRO.

## Carrera

### Educación
Realizó su educación secundaria en el Liceo Naval Militar Almirante Brown entre los años 1975 y 1979. Posteriormente realizó la carrera de licenciado en economía en la Facultad de Ciencias Económicas de la Universidad de Buenos Aires, realizó un máster en Administración Pública en la Kennedy School of Government de la Universidad de Harvard.

### Citibank
Entre los años 1985 y 1999 se desempeñó como director de Citibank Argentina, y desde 1996 hasta el 2000 como director de su banca corporativa. Desde marzo del año 2000  y hasta enero de 2003 como CEO en Ecuador, posteriormente entre febrero de 2003 y marzo de 2004 como CEO en Ecuador, y desde abril de 2004 hasta septiembre de 2007 de Colombia.
Stanford Bank
Entre los años 2007 y 2009 fue Managing Director de Stanford Bank, responsable para todas las operaciones de dicho banco en Latinoamérica. Stanford fue intervenido por la FED (Federal Reserve) de los Estados Unidos y luego declarado en bancarrota.

### Gobierno de la Ciudad de Buenos Aires
Entre octubre de 2011 y diciembre de 2015 fue Subsecretario de Planeamiento y Control de Gestión. Desde diciembre de 2015 ejerce el cargo de Ministro de Desarrollo Urbano y Transporte. En 2019 fue denunciado por la Auditoría General de la Ciudad la Ciudad y Procuraduría de Investigaciones Administrativas, junto a otros funcionarios, por irregularidades en la licitación de la obra Paseo del Bajo, posteriormente serían sobreseídos por el juez Claudio Bonadío.